# De eenzame oorlog van Koos Tak
De eenzame oorlog van Koos Tak is een zevendelige Nederlandse televisieserie die Theo van Gogh maakte naar het feuilleton van Eelke de Jong en Rijk de Gooyer. De eerste aflevering werd op 23 april 1996 gezamenlijk uitgezonden door de omroepen NPS, VARA en VPRO op de zender Nederland 3. De serie werd in februari 2007 herhaald.
De hoofdrol, van de alcoholische dagbladjournalist Koos Tak, werd gespeeld door Gerard Thoolen, zijn vrouw Tine Tak door Olga Zuiderhoek. Zijn beste vriend, de autohandelaar Bruinsma, werd gespeeld door Joop Doderer.
Over de samenwerking met Thoolen was Van Gogh niet tevreden. Hij verwoordde zijn kritiek op voor hem typische wijze: "Van alle verschrikkingen die men bij acteurs tegemoet mag zien, was deze zeikerd zonder twijfel de ergste. (...) 't Was zoals Olga Zuiderhoek 't formuleerde: Al mijn lieve homo-vrienden gaan dood aan Aids, alleen een hufter als Gerard niet. Dat was inderdaad heel jammer." Datzelfde jaar stierf Thoolen aan de gevolgen van aids.

## Hoofdrolspelers
- Gerard Thoolen: Koos Tak
- Olga Zuiderhoek: Tine Tak
- Peer Mascini: Wortelboer
- Joop Doderer: Bruinsma
- Marlies Heuer
- Ellen Ten Damme
- Ursul de Geer
- Jean-Paul Franssens
- Theo van Gogh
- Hermine Landvreugd: Receptioniste
- Liz Snoijink
- Sylvia Kristel
- Connie Palmen
- Thomas Rosenboom

## Boek
Het feuilleton van De Jong en De Gooijer werd oorspronkelijk in boekvorm uitgegeven door Nijgh & Van Ditmar, met tekeningen van Peter van Straaten.